# Brescia University College
Le Brescia University College est un collège pour femmes affilié à l'Université de Western Ontario et situé sur son campus, à London, en Ontario, au Canada. Le Collège est d'affiliation religieuse catholique dès sa fondation et est considéré comme une université d'arts libéraux. C'est le seul collège pour femmes de niveau universitaire au Canada.

## Histoire
Fondé en 1919, la première promotion était constituée de sept étudiantes.